# کاتاروانک
کاتاروانک (ارمنی: Կատարովանք؛ انگلیسی: Katarovank) یک صومعه حواری ارمنی واقع در استان هادروت جمهوری آرتساخ می‌باشد. ساخت و ساز این ساختمان سده ۴ام میلادی و سده ۱۷ام میلادی به پایان رسید. این بنا به سبک معماری ارمنی طراحی شده‌است.